# Мендель Штромм
Доктор Мендель Штромм (англ. Dr. Mendel Stromm) — вымышленный суперзлодей американских комиксов издательства Marvel Comics. Наиболее известен как враг Человека-паука и Нормана Озборна. На протяжении многих лет с момента своего первого появления в комиксах персонаж появился в других медиа продуктах, в том числе мультсериалах, фильмах, пародиях и видеоиграх.

## История публикаций
Штромм был создан сценаристом Стэном Ли и художником Стивом Дитко и впервые появился в The Amazing Spider-Man #37 (Июнь, 1966).

## Биография вымышленного персонажа
Мендель Штромм был профессором в колледже, в котором учился Нормана Озборна. Затем он стал деловым партнёром Нормана в «Озкорп Индастриз». Однажды он создал химический раствор, который даровал повышенную силу испытуемым и, впоследствии, превратил Озборна в Зелёного гоблина. Озборн, который хотел присвоить авторство формулы себе, обнаружил, что Штромм воровал деньги из доходов их организации. Несмотря на попытки Штромма оправдаться, Озборн передал его полиции. После нескольких лет заключения, Штромм вышел на свободу и попытался отомстить Озборну с помощью смертоносных роботов. Он был остановлен Человеком-пауком и, по-видимому, скончался от сердечного приступа, когда его едва не застрелили.  
Тем не менее, Штромм инсценировал свою смерть, переместив своё сознание в тело робота-двойнику. Выступая под именем Робот-мастер, Штромм вернулся в комиксе Spectacular Spider-Man #68 (Июль, 1982). Человек-паук победил и уничтожил робота-двойника. 
В Spectacular Spider-Man #233 (Апрель, 1996) Штромм действовал в образе киборга по имени Гонта. Выяснилось, что он выжил благодаря кибернетическому костюму, слившемуся с его телом, прикреплённому не кем иным, как Озборном. Озборн узнал, что Штромм пережил сердечный приступ благодаря формуле Гоблина, но лишь на ментальном уровне, поддерживаемом только его костюмом. В конце концов, благодаря Сьюарду Трейнеру, он избавился от потребности в костюме и вернулся в большой роботизированной броне, но был остановлен совместными усилиями Бена Рейли и Питера Паркера, несмотря на попытку Штромма победить их с помощью двух летающих роботов и трёх андроидов. Вскоре после этого Норман Озборн нокаутировал его лазерным выстрелом и оставил умирать, однако Гонта отделался лишь краткосрочной амнезией. Он вернулся в новом роботизированном костюме, но снова был остановлен Человеком-пауком. 
В Peter Parker: Spider-Man vol. 2 #27 (Март, 2001) Штромм попытался создать разумного робота, чтобы убить Озборна, но тот восстал против него и уничтожил тело доктора, оставив в живых лишь его отрубленную голову. Затем этот искусственный интеллект попытался захватить электрическую сеть Нью-Йорка, но был нейтрализован, когда Человек-паук получил доступ к его главному процессору и загрузил в него компьютерный вирус, в результате чего ИИ и Мендель впали в коматозное состояние.  
Искусственный интеллект завладел телом Электро и попытался использовать его силы для создания орды самовоспроизводящихся роботов, но, в конечном итоге, был разрушен Человеком-пауком.
В комиксе Penance: Relentless (2007) выяснилось, что Человек-паук сообщил Щ.И.Т.у о местонахождении Штромма, которого они вытащили из-под повешенной петли, в которой застрял учёный. Он зарегистрировался в рамках Инициативы. Позже Мученик откололся от Громовержцев и организовал нападение на дом Штромма, угрожая убить его, если тот не скажет ему, как активировать коды запуска ядерного оружия, которые Мученик выкрал в попытке добиться депортации Нитро из Латверии.  
Во время Civil War II, Мендель Штромм встретил Клейтона Коула по прозвищу Клэш в баре приспешников под названием «Moynihan's Social Club». Он предложил Клэшу работать на него, намереваясь с его помощью отомстить Гарри Озборну. Надев роботизированный костюм, который он заказал у Тинкерера, Клейтон Коул прибыл в квартиру Менделя Штромма, который вернулся к роли Робот-мастера. Развернувшееся между ними сражение остановил Человек-паук, связав Робот-мастера в воздухе паутиной из пенопласта. Когда Человек-паук уговаривал Клэша вернуться к цивилизованной жизни, Робот-мастер предпринял новую попытку нападения. В то время как Клэш скрылся, Человек-паук победил Робот-мастера, вырвав механику дистанционного управления из тела робота и, тем самым, деактивировав армию роботов Штромма.  
Позже Мендель Стромм получил шестирукого Стража из бункера обанкротившегося Фонда Жизни, где он столкнулся с дубликатом Человека-паука. Потерпев поражение, Штромм расплакался. Затем к нему подошёл таинственный благодетель, который предложил ему передать Мастер Молда, создателя шестируких Стражей. Когда Человеку-пауку удалось остановить шестируких Стражей, «благодетель» Штромма заявил, что тот перестал быть ему полезен, и разорвал учёного на части. Некоторое время спустя, Человек-паук нашёл Штромма, который попросил «угадать его имя», прежде чем умереть. 

## Альтернативные версии

### Ultimate Marvel
Несмотря на отсутствие аналога Штромма во вселенной Ultimate Marvel, некоторые черты его личности и истории происхождения были переданы Ultimate-версии Доктора Осьминога.

### Spider-Verse
Во время сюжетной линии Secret Wars, версия Менделя Стромма проживает во владениях мира битв Арахнии. Он появляется как один из учёных «Озкорп», пытающихся расшифровать Паутину Жизни и Судьбы.

## Вне комиксов

### Телевидение
Персонаж, основанный на Менделе Штромме, по имени Доктор Уорделл Штромм появляется в мультсериале «Человек-паук» 1994 года, в эпизоде «Те же и Зелёный гоблин», где его озвучил Филип Эбботт. Он был ассистентом Нормана Озборна и одним из немногих кто знал о том, что «Озкорп» связан с Кингпином.

### Кино
Рон Перкинс исполнил роль доктора Менделя Штромма в фильме «Человек-паук» 2002 года. По сюжету, он является учёным «Озкорпа», который разрабатывает усилители человеческих возможностей. Тем не менее, он выражает сомнение в эффективности препаратов, поскольку подвергнутые ими лабораторные мыши впали в безумие. Несмотря на свои опасения, он помогает Норману Озборну провести на себе эксперимент, в результате которого Озборн сходит с ума и жестоко убивает Штромма. 

### Пародии
Брент Спайнер сыграл пародийную версию Штромма, в титрах указанную как доктор Стром, в фильме «Супергеройское кино» 2008 года. 

### Видеоигры
- Мендель Штромм кратко появляется в игре Spider-Man 2002 года, где его озвучил Питер Лурье[22].
- Фред Таташор озвучил Менделя Штромма в игре The Amazing Spider-Man 2012 года. Здесь он является учёным, отвечающим за межвидовое скрещивание и создание существ-гибридов[23]. Позднее Штромм заражается межвидовым вирусом и подвергается нападению со стороны одного из боевых роботов Алистера Смайта.